# Aeroportul Municipal Powell
Aeroportul Municipal Powell (IATA: POY, ICAO: KPOY, FAA LID: POY) este un aeroport din Wyoming, Statele Unite ale Americii.
Situat la o altitudine de 1.553,16936 m, aeroportul dispune de 1 pistă.

## Infrastructură

### Piste
Aeroportul dispune de o singură pistă. Pista 13/31 are suprafața de asfalt și dimensiunile 6.200 picioare × 100 picioare. 